# Demonax donaubaueri
Demonax donaubaueri là một loài bọ cánh cứng trong họ Cerambycidae.